# Toro Rosso STR4
El Toro Rosso STR4 es el monoplaza con el cual compitió en la temporada 2009 de Fórmula 1 la Scuderia Toro Rosso. Fue pilotado por Sébastien Buemi, Sébastien Bourdais y Jaime Alguersuari. Fue el último de los monoplazas de aquella temporada en ser presentado, el 4 de marzo.

## Resumen
Después de los grandes resultados obtenidos en 2008 (con una victoria incluida), Toro Rosso afrontaba la temporada con el listón muy alto. El debutante Sébastien Buemi sustituyó a Sebastian Vettel y Sébastien Bourdais fue renovado. El equipo comenzó con ambos pilotos puntuando en el GP de Australia, y Buemi obtuvo un punto más en la tercera carrera (China). Pero ese prometedor inicio fue un espejismo, porque en los siguientes GGPP fueron perdiendo rendimiento y se situaron en el fondo del pelotón. El joven Jaime Alguersuari sustituyó a Bourdais, quien sólo había sumado dos puntos, en el GP de Hungría. Ni el cambio de pilotos ni las nuevas piezas en el coche surtieron efecto, si bien Buemi resurgió y consiguió puntuar en las dos últimas carreras. La escudería de Faenza acusó el importante cambio de la normativa respecto a los monoplazas, la bisoñez de sus pilotos y la prohibición de los entrenamientos durante la temporada, de modo que terminó en la última posición del mundial de constructores.

## Resultados
(Clave) (negrita indica pole position) (cursiva indica vuelta rápida)
| Año  | Motor              | Neu. | N.º | Pilotos            | 1   | 2    | 3   | 4   | 5   | 6   | 7   | 8   | 9   | 10  | 11  | 12  | 13  | 14  | 15  | 16  | 17  | Puntos | Pos. |
| ---- | ------------------ | ---- | --- | ------------------ | --- | ---- | --- | --- | --- | --- | --- | --- | --- | --- | --- | --- | --- | --- | --- | --- | --- | ------ | ---- |
| 2009 | Ferrari 056 2.4 V8 | B    |     |                    | AUS | MYS‡ | CHN | BHR | ESP | MON | TUR | GBR | GER | HUN | EUR | BEL | ITA | SIN | JPN | BRA | ABU | 8      | 10º  |
| 2009 | Ferrari 056 2.4 V8 | B    | 11  | Sébastien Bourdais | 8   | 10   | 11  | 13  | Ret | 8   | 18  | Ret | Ret |     |     |     |     |     |     |     |     | 8      | 10º  |
| 2009 | Ferrari 056 2.4 V8 | B    | 11  | Jaime Alguersuari  |     |      |     |     |     |     |     |     |     | 15  | 16  | Ret | Ret | Ret | Ret | 14  | Ret | 8      | 10º  |
| 2009 | Ferrari 056 2.4 V8 | B    | 12  | Sébastien Buemi    | 7   | 16≠  | 8   | 17  | Ret | Ret | 15  | 18  | 17  | 16  | Ret | 12  | 13≠ | Ret | Ret | 7   | 8   | 8      | 10º  |

- ≠ El piloto no acabó el Gran Premio, pero se clasificó al completar el 90% de la distancia total.
- ‡ Se repartieron la mitad de puntos, ya que no se completó el 75% de la carrera.